# Dienstauszeichnung (Königreich Sachsen)
Die Dienstauszeichnungen des Königreiches Sachsen waren eine staatliche Auszeichnung und wurden erstmals 1831 gestiftet und bis zum Jahr 1918 in drei verschiedenen Modellen verliehen.

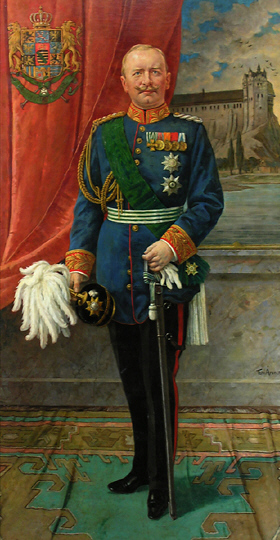
Dienstauszeichnung als Tatzenkreuz an erster Stelle der Ordensschnalle an der Paradeuniform von Friedrich August III erkennbar

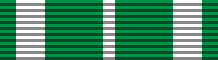
Bandspange

## Modelle

### 1. Modell der Dienstauszeichnung
Die erste militärische Dienstauszeichnung in Medaillenform (in Bronze und Silber), wurde am 24. Dezember 1831 durch König Anton und dessen Mitregenten Friedrich August II. gestiftet und löste die bis dahin verwendeten "Tuchfarben" auf der Uniform ab.

### 2. Modell der Dienstauszeichnung
Das zweite Modell der militärischen Dienstauszeichnung wurde am 23. April 1874 durch König Albert von Sachsen gestiftet. Hintergrund für die erneute Stiftung war die Bestrebung des Königreiches, die Klassen Dienstauszeichnungen denen der anderen deutschen Staaten (insbesondere Preußen) anzugleichen. Man unterschied dabei folgende Einteilung:
- Dienstauszeichnung für Offiziere und Ärzte (D.A.K.) 
  - 1. Klasse Goldenes Tatzenkreuz nach 25-jähriger tadelloser Dienstzeit

- Dienstauszeichnung für Unteroffiziere und Mannschaften
  - 1. Klasse: Goldene Medaille nach 21-jähriger tadelloser Dienstzeit,
  - 2. Klasse: Silberne Medaille nach 15-jähriger tadelloser Dienstzeit,
  - 3. Klasse: Bronzene Medaille nach 9-jähriger tadelloser Dienstzeit.

- Dienstauszeichnung Landwehr (L.D.A.)
  - 1. Klasse: Silbernes Tatzenkreuz mit mittigen Goldenen Medaillon nach 25-jähriger tadelloser Dienstzeit
  - 2. Klasse: Neusilberne Schnalle (später goldene Medaille)

### 3. Modell der Dienstauszeichnung
Das dritte und letzte Modell der militärischen Dienstauszeichnung im Königreich Sachsen wurde am 6. September 1913 durch Friedrich August III. gestiftet und zwar wieder an Anlehnung des wenige Monate zuvor abgeänderten Modells der Dienstauszeichnungen in Preußen. Ab diesen 3. Modell wurde nun nicht mehr zwischen Offizierskreuz- und Unteroffiziers- bzw. Mannschaftsmedaille unterschieden. Somit konnte jeder Militärangehöriger nunmehr mit allen Klassen der Dienstauszeichnung gewürdigt werden.
- 1. Klasse: Kupferfarbenes Tatzenkreuz für vollendete 15-jährige tadellose Dienstzeit,
- 2. Klasse: Bronzegetöne Medaille für vollendete 12-jährige tadellose Dienstzeit (ungewöhnliche Farbwahl),
- 3. Klasse: Silberne Medaille für vollendete 9-jährige tadellose Dienstzeit.

Gemeinhin gleich war, dass bereits zuvor verliehene Medaille und/oder Kreuze gegen die neuen Modelle ausgetauscht werden konnten. Im Falle des Todes des Beliehenen waren die Auszeichnungen dem zuständigen Bezirkskommando durch die Hinterbliebenen zurückzugeben. Diese besaßen allerdings die Möglichkeit die Stücke käuflich zu erwerben, damit sie ihnen als Erinnerungsstücke verblieben konnten. Mit Niedergang des Königreiches Sachsen, das mit der Abdankung von Friedrich August III. begann, endet auch die Tradition der königlich sächsischen Dienstauszeichnung.